# Francisco Ribera de Villacastín
Francisco Ribera de Villacastín, né en 1536 à Villacastín (Ségovie), en Espagne et décédé le 24 novembre 1591 à Salamanque (Espagne), est un prêtre jésuite espagnol (castillan), bibliste et hagiographe. Directeur spirituel de sainte Thérèse d’Avila il en écrit la première biographie.

## Biographie
Né en 1537 au village de Villacastín, près de Ségovie en Espagne, le jeune Francisco de Ribera étudie (1556 à 1569) le grec, l’hébreu, les arts, la théologie et le droit canon à l’Université de Salamanque, comme résident du ‘Collège majeur’ de l'archevêque (1559-1566). En 1560  il est ordonné prêtre, probablement à Salamanque. Il est même recteur de l’université de 1567 à 1569.
Spirituellement insatisfait il se retire dans son village à Villacastín, où il perfectionne ses connaissances de philologie biblique, bien que déjà docteur en théologie. Il est surtout attiré par la vie érémitique. Découvrant la Compagnie de Jésus, ordre religieux nouvellement fondé, il y demande son admission et est reçu le 13 décembre 1570. Francisco fait son noviciat à  Medina del Campo sous la direction de Baltazar Álvarez.
Bien qu’ayant exprimé le désir d’être envoyé en pays de mission il est envoyé à l’université de Salamanque où il inaugure la chaire d’Écriture sainte, qu’il occupera seize ans (1575-1591). C’est durant cette époque qu’il compose son grand commentaire sur les prophètes mineurs de la Bible: ses cours  sur les prophètes furent publiés en 1587.
Dans ses commentaires il se montre en faveur du sens littéral de l’Écriture Sante, et préconise, contre les hébraïstes, la primauté de la Vulgate. Dans les controverses - et même violentes tensions - qui surgissent entre les partisans de tel ou tel école d’interprétation, il tente de maintenir un équilibre difficile.
Le père de Rivera est envoyé à la IVe Congrégation générale des Jésuites (1581), qui élit le Père Claudio Acquaviva comme Supérieur Général.
Sainte Thérèse de Jésus (Thérèse d’Avila), le choisit comme confesseur. Cette grande proximité lui a fourni le matériau pour écrire sa biographie (1590), la première à apparaître sur la grande sainte mystique castillane et réformatrice du Carmel. Au-delà de l’aspect purement hagiographique, en raison de la pureté de la langue et de l’exactitude historique, cette biographie est considérée comme un joyau de la littérature castillane. Dans un premier temps, le Supérieur Général Aquaviva, soutenu par l’avis des censeurs, s’opposa à sa publication, qu’il autorisa plus tard. À la demande de Rivera, le père carme Jérôme Gratien, proche de la réformatrice du Carmel, y ajouta quelques notes explicatives. L’ouvrage fut fréquemment traduit et réédité.
Le père Francisco de Ribera meurt à Salamanque le 24 novembre 1591.

## Écrits
- In duodecim Prophetarum (2 tomes), Salamanca, 1587.
- La Vida de la Madre Teresa de Jesús, Salamanca, 1590.
- In sacram... Apocalypsim... et libri de Templo, Salamanca, 1591.
- J. de Acosta (ed.): In duodecim Prophetas commentarii historici, et In Epistolam ad Haebreos, Salamanca, 1598.
- In Evangelium  sc. Ioannem, Lyon-Cologne, 1623.
- Carta al P. Aquaviva sobre sus coment. a Juan y Daniel, 1585, dans Est.Ecl.,, vol.35 (1960).